# Feng liu yi dai
Feng liu yi dai er en kinesisk film fra 2024 af Jia Zhangke.

## Medvirkende
- Zhao Tao som Qiao Qiao
- Li Zhubin
- Pan Jianlin
- Zhou Lan
- Lan Zhou
- Zhou You
- Renke